# Cercoptera
Cercoptera är ett släkte av skalbaggar. Cercoptera ingår i familjen långhorningar.
Kladogram enligt Catalogue of Life:
| Cercoptera | \| \| Cercoptera banonii \| \| \| \| \| \| Cercoptera sanguinicollis \| \| \| \| |
|            | \| \| Cercoptera banonii \| \| \| \| \| \| Cercoptera sanguinicollis \| \| \| \| |
|            | Cercoptera banonii                                                               |
|            |                                                                                  |
|            | Cercoptera sanguinicollis                                                        |
|            |                                                                                  |